# II. Ferenc szász–lauenburgi herceg
II. Ferenc szász–lauenburgi herceg (Ratzeburg, 1547. augusztus 10. – Lauenburg/Elbe, 1619. július 2.) Szász Szibilla és I. Ferenc szász-lauenburgi herceg fia. 1586 és 1619 közt ő volt Szász-Lauenburg hercege.